# Maurice Gervais Geslin de Trémargat

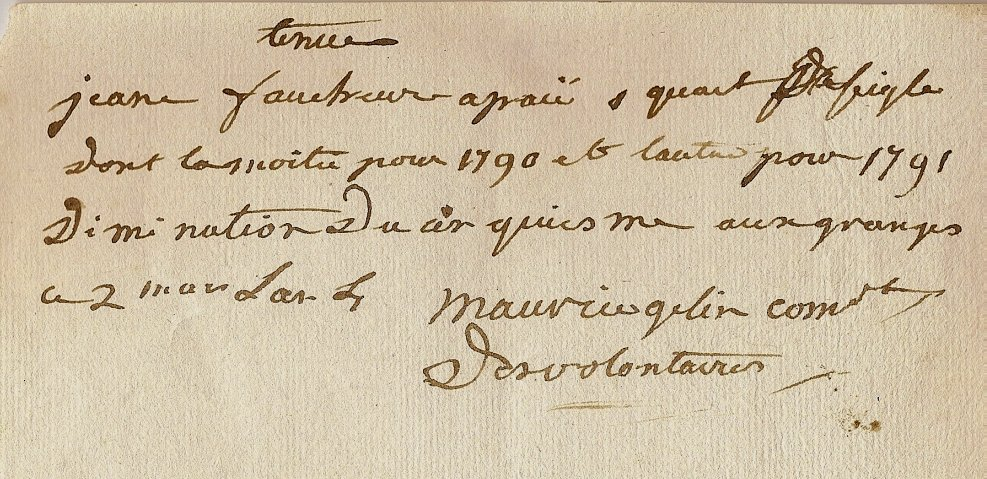
Commandant, Bataillons de volontaires nationaux Signature de Maurice-Gervais

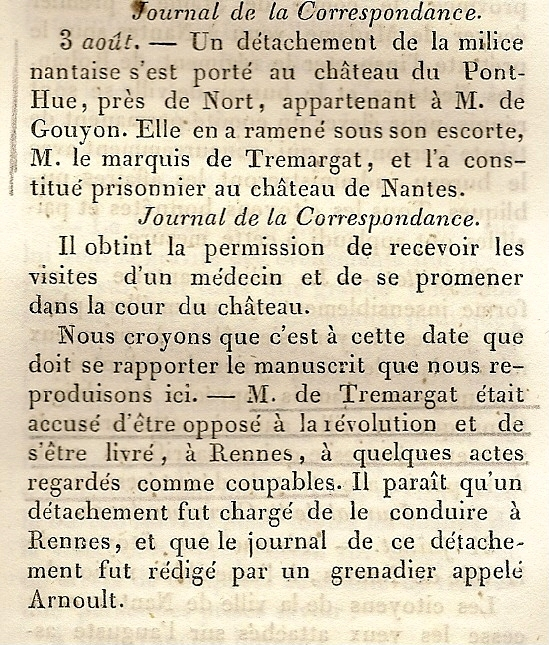
Journal de 1790 journal de Rennes

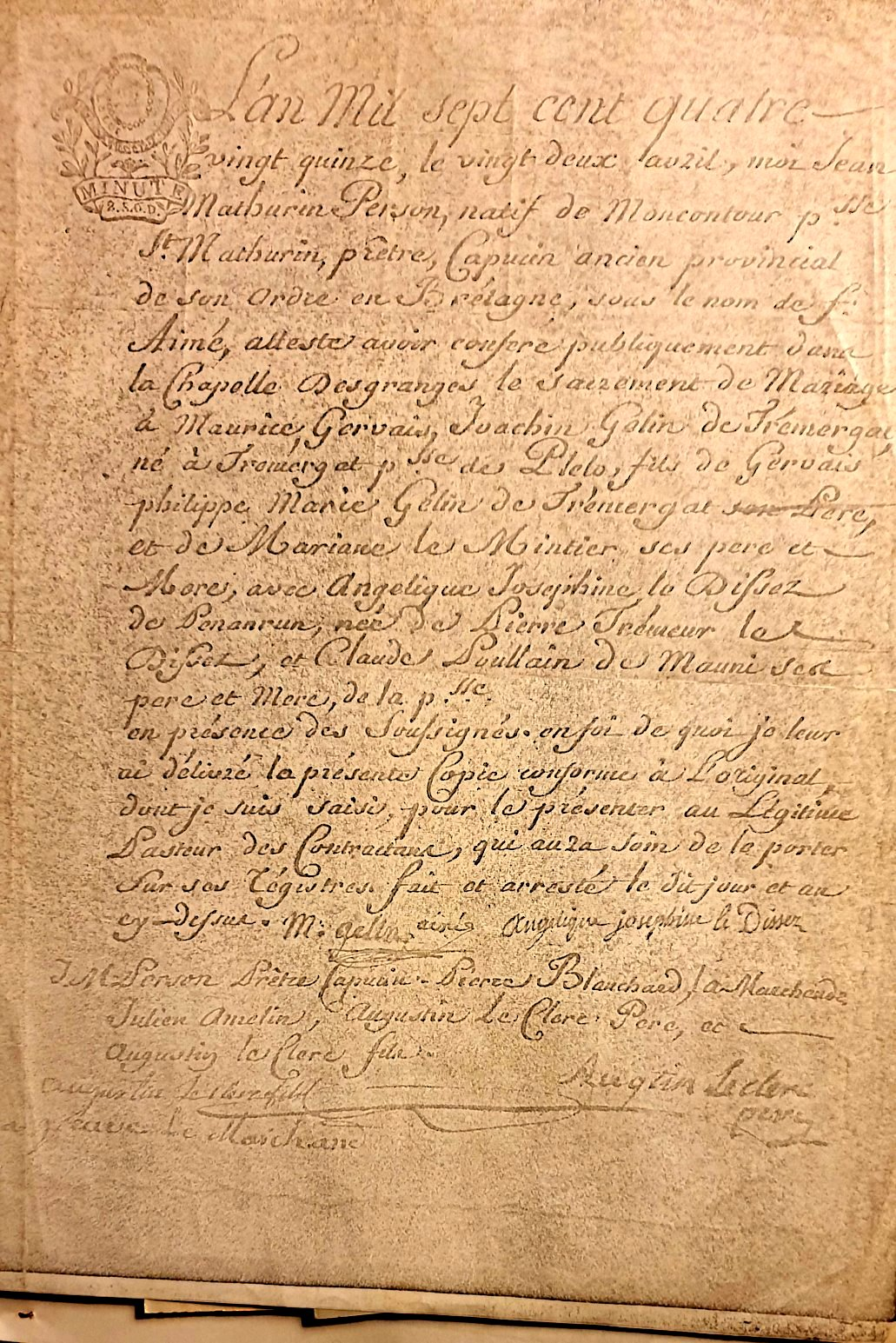
Document de mariage de Maurice-Gervais Gelin de Trémergat, le 22 avril 1795. Signé de Mathurin Person, capucin assermenté ancien provincial de bretagne.

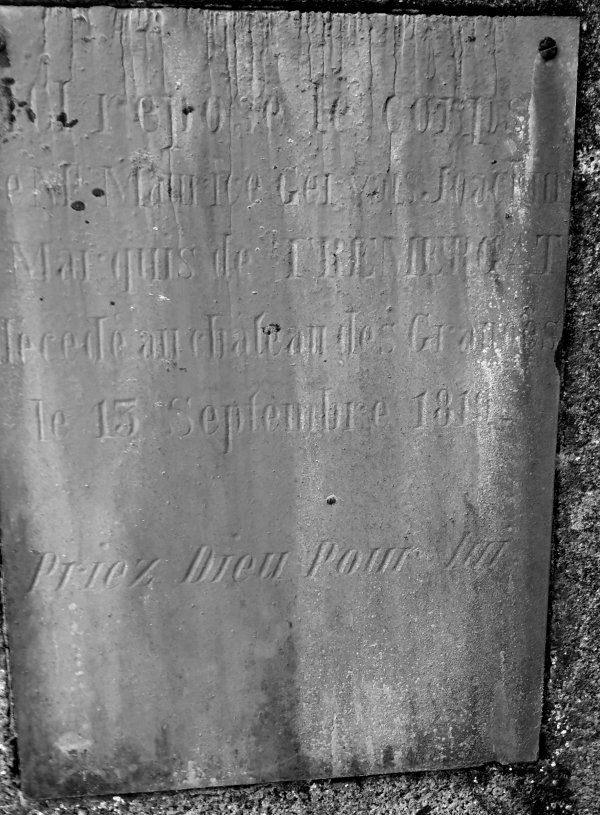
Plaque mortuaire de maurice-Gervais de Trémargat

Maurice Gervais Joachim Geslin de Trémargat, né le 10 juillet 1740 à Plélo (Bretagne), mort le 12 septembre 1819 à Moncontour (Côtes-du-Nord), est un général français.

## États de service
Très tôt engagé dans le métier des armes, il devient sous-lieutenant au régiment Royal-infanterie en 1755, et lieutenant en second en 1756. En 1757, il participe à la guerre du Hanovre, où il perd une jambe. Il est nommé lieutenant en premier en 1758, capitaine en 1761, et capitaine commandant en 1769. Il est fait chevalier de Saint-Louis en 1772, et il quitte le service en 1775.
Aide-major général surnuméraire à l'armée de Bretagne en 1780, il participe avec son frère Louis à la défense des Libertés bretonnes, en 1788 (Edits de mai). Arrêté au Ponthus par la milice bourgeoise de Nantes pour s'être livré à des actes séditieux à Rennes. Il est incarcéré et emprisonné au château de Nantes le 3 août 1789. (Journal de la correspondance de Rennes du 3 août 1789)

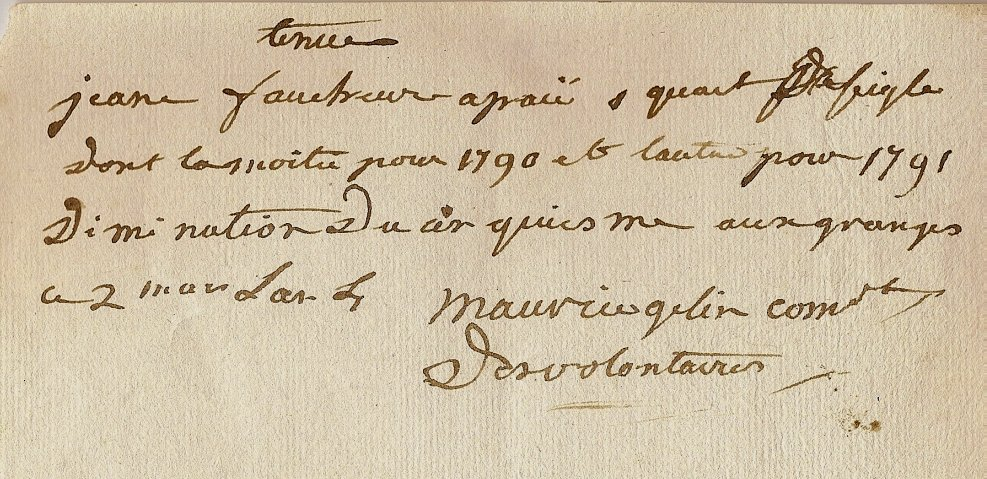
Commandant, Bataillons de volontaires nationaux Signature de Maurice-Gervais

Le 8 août 1791, rallié au nouvel ordre politique, il commande le 1er bataillon de volontaires des Côtes du Nord avec le grade de lieutenant-colonel. La déclaration de guerre à la Prusse et à l'Autriche le conduit à l'armée du Nord, sous les ordres de Dumouriez. 
Il est promu général de brigade provisoire le 20 août 1792, par le général Dumouriez, commandant l’armée du Nord, confirmé le 7 septembre 1792, et démis de ses fonctions pour incapacité par les représentants en mission le 11 septembre 1792.
Rentré à Moncontour en fin 1792, il devient membre du conseil général. À la chute des Girondins (journées du 31 mai et du 2 juin 1793), on le charge de conduire à Paris une compagnie d'une quarantaine de fédérés. Cette expédition ne dépasse pas Dol de Bretagne. 
Il se retire dans ses terres à Hénon, aux Granges, où il meurt le 12 septembre 1819.

## Sources
- (en) « Generals Who Served in the French Army during the Period 1789 - 1814: Eberle to Exelmans »
- (pl) « Napoléon.org.pl »
- Commandant G. Dumont, Bataillons de volontaires nationaux, (cadres et historiques), Paris, Lavauzelle, 1914, p. 78.